# Patalene sordida
Patalene sordida là một loài bướm đêm trong họ Geometridae.